# Llista de pavellons dels Països Catalans amb més aforament
La següent és una llista dels pavellons esportius amb més aforament dels Països Catalans. La majoria són utilitzats per a la celebració d'esdeveniments esportis com són el bàsquet, l'hoquei patins, l'handbol o el futbol sala, tot i que alguns d'ells són utilitzats per a altres esports com l'atletisme. També s'utilitzen per esdeveniments culturals, concerts musicals, actes de partits polítics, entre d'altres.
S'inclouen tots els pavellons amb capacitat superior als 1.000 espectadors.

## Llista de pavellons
| No. | Nom del pavelló         | Nom del pavelló                                          | Capacitat (espectadors) | Superfície (m²) | Localització                                                                     | Data d'inauguració    | refs.         |
| --- | ----------------------- | -------------------------------------------------------- | ----------------------- | --------------- | -------------------------------------------------------------------------------- | --------------------- | ------------- |
| 1   |                         | Palau Sant Jordi                                         | 18.000                  |                 | Barcelona 41° 21′ 48.20″ N, 2° 9′ 9.22″ E / 41.3633889°N,2.1525611°E             | 1990                  | [ 1 ]         |
| 2   |                         | IFA Arena                                                | 15.000                  |                 | Torre del Pla 38° 17′ 43.33″ N, 0° 34′ 23.46″ O / 38.2953694°N,0.5731833°O       | 2014                  |               |
| 3   |                         | Pavelló Olímpic de Badalona                              | 13.000                  | 26.000          | Badalona 41° 26′ 32.6″ N, 2° 13′ 55.6″ E / 41.442389°N,2.232111°E                | 1991                  | [ 2 ]         |
| 4   |                         | Pavelló Font de Sant Lluís                               | 9.000                   | 14.900          | València 39° 27′ 5.8″ N, 0° 21′ 58.0″ O / 39.451611°N,0.366111°O                 | 1983                  |               |
| 5   |                         | Velòdrom Illes Balears                                   | 8.106                   |                 | Palma 39° 35′ 17.26″ N, 2° 38′ 35.05″ E / 39.5881278°N,2.6430694°E               | 2007                  | [ 3 ]         |
| 6   |                         | Palau Blaugrana                                          | 7.585                   |                 | Barcelona 41° 22′ 48.4″ N, 2° 7′ 12.4″ E / 41.380111°N,2.120111°E                | 1971                  | [ 4 ]         |
| 7   |                         | Palau Velòdrom Lluís Puig                                | 6.000                   | 21.400          | València 39° 30′ 2.2″ N, 0° 25′ 38.3″ O / 39.500611°N,0.427306°O                 | 1992                  | [ 5 ]         |
| 7   |                         | Pavelló Ciutat de Castelló                               | 6.000                   |                 | Castelló de la Plana 39° 58′ 27.88″ N, 0° 3′ 23.59″ O / 39.9744111°N,0.0565528°O | 1994                  | [ 6 ]         |
| 7   |                         | Pavelló Barris Nord                                      | 6.000                   |                 | Lleida 41° 37′ 32.9″ N, 0° 37′ 53.0″ E / 41.625806°N,0.631389°E                  | 2001                  | [ 7 ]         |
| 8   |                         | Palau d'Esports de Granollers                            | 5.685                   |                 | Granollers                                                                       | 1991                  | [ 8 ]         |
| 9   |                         | Pavelló Municipal Girona-Fontajau                        | 5.500                   |                 | Girona                                                                           | 1993                  | [ 9 ]         |
| 9   |                         | Poliesportiu Estació del Nord                            | 5.500                   |                 | Barcelona                                                                        | 1991                  | [ 10 ]        |
| 10  |                         | Centre de Tecnificació d'Alacant                         | 5.425                   | 9.500           | Alacant                                                                          | 1993                  |               |
| 11  |                         | Pavelló Menorca                                          | 5.115                   |                 | Maó                                                                              | 2005                  | [ 11 ]        |
| 12  |                         | Poliesportiu d'Andorra                                   | 5.000                   |                 | Andorra la Vella                                                                 | 1991                  | [ 12 ]        |
| 12  |                         | Pavelló Nou Congost                                      | 5.000                   |                 | Manresa                                                                          | 1992                  | [ 13 ]        |
| 12  |                         | Palau d'Esports de Catalunya                             | 5.000                   | 10.822          | Tarragona                                                                        | 2018                  | [ 14 ] [ 15 ] |
| 13  | Pavello Olimpic de Reus | Pavelló Olímpic Municipal de Reus                        | 3.700                   |                 | Reus                                                                             | 1992                  | [ 16 ]        |
| 14  |                         | Palau Municipal d'Esports d'Inca                         | 3.000                   |                 | Inca                                                                             |                       |               |
| 15  |                         | Pavelló Onze de Setembre                                 | 2.500                   |                 | Lleida                                                                           | 1986                  | [ 17 ]        |
| 15  |                         | Pista coberta d'atletisme de Catalunya                   | 2.500                   | 12.700          | Sabadell                                                                         | 2010                  | [ 18 ]        |
| 16  |                         | Pavelló del Castell d'en Planes                          | 2.000                   |                 | Vic                                                                              |                       |               |
| 16  |                         | Centre Esportiu Municipal Isaac Gálvez                   | 2.000                   |                 | Vilanova i la Geltrú                                                             |                       | [ 19 ]        |
| 16  |                         | Pavelló Poliesportiu Esperanza Lag                       | 2.000                   |                 | Elx                                                                              | 1985                  | [ 20 ]        |
| 17  |                         | Pavelló Nou                                              | 1.987                   |                 | Santa Coloma de Gramenet                                                         | 1977 2021 (remodelat) |               |
| 18  |                         | Pavelló Municipal del Serrallo                           | 1.800                   |                 | Tarragona                                                                        | 1978                  | [ 14 ]        |
| 19  |                         | Pavelló Municipal d'Esports de la Vall d'Hebron          | 1.659                   | 28.000          | Barcelona                                                                        | 1992                  | [ 21 ]        |
| 20  |                         | Pavelló Nord                                             | 1.500                   | 5.000           | Sabadell                                                                         | 2009                  |               |
| 20  |                         | Pavelló Olímpic de l'Ateneu Agrícola                     | 1.500                   |                 | Sant Sadurní d'Anoia                                                             | 1981                  | [ 22 ]        |
| 21  |                         | Pavelló d'Esports de Blanes                              | 1.300                   | 7.000           | Blanes                                                                           |                       | [ 23 ] [ 24 ] |
| 22  |                         | Palau de Gel                                             | 1.256                   |                 | Barcelona                                                                        | 1971                  |               |
| 23  |                         | Pavelló Municipal de Ferreries                           | 1.166                   |                 | Tortosa                                                                          |                       | [ 25 ]        |
| 24  |                         | Pavelló Municipal d'Esports de Lloret de Mar             | 1.144                   |                 | Lloret de Mar                                                                    |                       | [ 26 ]        |
| 25  |                         | Complex Esportiu Municipal Mar Bella                     | 1.000                   |                 | Barcelona                                                                        | 1992                  |               |
| 25  |                         | Pavelló Municipal d'Esports Victorià Oliveras de la Riva | 1.000                   |                 | Sant Hipòlit de Voltregà                                                         |                       | [ 27 ]        |
|     |                         | Pavelló Municipal d'Esports de Sabadell                  | 1.520                   |                 | Sabadell                                                                         | 1971                  |               |
|     |                         | Poliesportiu Municipal de l'Espanya Industrial           |                         | 10.000          | Barcelona                                                                        |                       |               |

## Pavellons en construcció
| Estadi     | Capacitat | Població | Inauguració prevista | Equip(s)                                      |        |
| ---------- | --------- | -------- | -------------------- | --------------------------------------------- | ------ |
| Roig Arena | 18.600    | València | 2024                 | València Basket Club Valencia Basket (femení) | [ 28 ] |

## Antics pavellons
| N. | Nom del pavelló | Nom del pavelló                        | Capacitat | Població  | Inauguració | Demolició | refs   |
| -- | --------------- | -------------------------------------- | --------- | --------- | ----------- | --------- | ------ |
| 1  |                 | Pavelló dels Països Catalans           | 5.000     | Badalona  | 1972        |           | [ 29 ] |
| 2  |                 | Palau Municipal d'Esports de Barcelona | 3.500     | Barcelona | 1955        |           | [ 30 ] |